# Auguste Paraina
Auguste Paraina (geboren in Farafangana in der Provinz Fianarantsoa, Madagaskar) ist ein madagassischer Politiker und ehemaliger Berufsdiplomat. Er war mehrmals Wirtschaftsminister von Madagaskar.
Paraina hat 1988 in Bordeaux, Frankreich promoviert mit einer Doktorarbeit in Wirtschaftswissenschaften (Internationale Finanzen) zum Thema: „Le fonctionnement du marché international du café sous le régime de l'accord“ (dt: „Die Funktionsweise des internationalen Kaffeemarktes im Rahmen der Vereinbarung“).
Er war Botschafter von Madagaskar mit Stationen u. a. in Dakar, Senegal, und in Rom, Italien. Wirtschaftsminister von Madagaskar war er ab 1991 unter den Präsidenten Albert Zafy und Didier Ratsiraka. Auch war er zeitweise Vizepräsident der Nationalversammlung von Madagaskar.
Paraina ist Gründer und Vorsitzender der am 14. Dezember 2022 neu zugelassenen Partei Tsara Tahafina (dt.: „Gutes Exemplar“). Das Motto der Partei lautet: „Eine anständige, gerechte und verantwortungsvolle Republik“. Am 6. Januar 2023 kündigte in seinem Heimatdorf Farafangana an, als Kandidat zur Präsidentschaftswahl in Madagaskar am 9. November 2023 anzutreten.